# Marpahis
Marpahis era una carica onorifica e militare in uso presso i Longobardi, attestata nella Historia Langobardorum di Paolo Diacono. Tradotto generalmente con "scudiero", il marpahis rivestiva in realtà una funzione più complessa e dai contorni non pienamente definiti, il marpahis era una delle cariche più importanti del palazzo reale di Pavia. Di certo si trattava di una carica onorifica nel drappello di armati a guardia del sovrano, forse una sorta di porta-scudo; in alternativa, è possibile che il suo ruolo fosse quello di custode dei cavalli regi: ad esempio Gisulfo, duca del Friuli fu marpahis del re Alboino, a cui chiese mandrie di cavalle di buona razza.